# Phil Krause
Phil Krause, nato Feliksas Kriaučiūnas (Chicago, 18 agosto 1911 – Chicago, 28 ottobre 1977), è stato un cestista e allenatore di pallacanestro statunitense con cittadinanza lituana.
Figlio di immigrati lituani, era fratello di Moose Krause.

## Carriera
Con la Lituania ha vinto gli Europei del 1937 e del 1939. Da allenatore ha vinto l'argento al Campionato europeo femminile di pallacanestro 1938, alla guida della Lituania.